# Universe (album Mohombiego)
Universe – drugi album studyjny szwedzko-kongijskiego piosenkarza Mohombiego, wydany 16 lipca 2014 nakładem wytwórni płytowej Universal Music Group. Pierwszym singlem zapowiadającym wydawnictwo był wydany jeszcze w 2011 utwór „Maraca”, a kolejnymi „Movin’”, „Summertime” oraz „Universe”.

## Lista utworów
Opracowano na podstawie materiałów źródłowych.
1. „Movin’” (feat. Birdman, Caskey i KMC) – 3:21
2. „Just Like That” – 3:10
3. „Universe” – 3:49
4. „Save Me” – 3:46
5. „Turn It Up” – 3:28
6. „Lose It” (feat. Big Ali) – 3:12
7. „Real Love” – 3:08
8. „Dreamers” – 3:38
9. „The Sound” (feat. Didrick) – 3:24
10. „Summertime” – 3:16
11. „Grow Old With You” (feat. Geneva) – 3:46
12. „End of the Day” – 3:03
13. „Maraca” – 3:41